# José Julio Rodríguez Fernández
José Julio Rodríguez Fernández, né à Orense le 8 juin 1948 , est un officier espagnol, général de l'Armée de l'air, chef d'État-Major des armées du 18 juillet 2008 au 31 décembre 2011. Il avait succédé à Félix Sanz Roldán et a été remplacé par l'amiral Fernando García Sánchez. 
Lors de la formation du gouvernement Sánchez II, il devient directeur de cabinet du second vice-président du gouvernement, Pablo Iglesias. 